# Love chronicles (album)
Love chronicles is het tweede studioalbum van Al Stewart. Er verschenen van dit album (voor zover bekend) geen singles. Stewart had bijna geen geld om dit album op te nemen; er dreigde een faillissement naar aanleiding van de tournee met orkest van het vorige album. Net als het vorige studioalbum is het sterk autobiografisch. Het album werd door het Britse popblad Melody Maker uitgeroepen tot "Folkalbum van het jaar". Het album verkocht beter dan zijn debuutalbum, maar de Albumlijst wist hij er niet meer te halen.
Er waren geen singles, maar In Brooklyn, een verslag van Stewarts eerste reis naar de Verenigde Staten werd wel genomineerd voor een release met B-kant Sad, dat geheel is verdwenen. In de VS ontmoette Stewart opnieuw Paul Simon en ook Art Garfunkel. Stewart probeerde via de manager van Frank Zappa vaste voet te krijgen in Amerika, hetgeen behoorlijk mislukte.

## Musici
- Al Stewart – Zang, akoestische gitaar
- Jimmy Page – gitaar op Love chronicles
- Simon Breckenridge – gitaar (van Fairport Convention)
- Mervyn Prestwyck – gitaar (ook van Fairport Convention)
- Brian Brocklehurst – contrabas
- Harvey Burns – slagwerk (drummer van Cat Stevens)
- Martin Francis – slagwerk (ook van Fairport Convention)
- Ashley Hutchings, Brian Odgers – basgitaar
- Steven Gray, Phil Phillips – orgel

Muziekproducent John Woods was ook verbonden aan Fairport Convention.

## Muziek
| Nr. | Titel                               | Duur |
| --- | ----------------------------------- | ---- |
| 1.  | In Brooklyn (Stewart)               | 3:36 |
| 2.  | Old Compton Street blues (Stewart)  | 4;15 |
| 3.  | The ballad of Mary Foster (Stewart) | 7:50 |
| 4.  | Life and life only (Stewart)        | 5:43 |

| Nr. | Titel                                    | Duur  |
| --- | ---------------------------------------- | ----- |
| 1.  | You should have listened to Al (Stewart) | 2:56  |
| 2.  | Love chronicles (Stewart)                | 17:55 |